# 丰特斯特伦
丰特斯特伦，是西班牙卡斯蒂利亚-莱昂索里亚省的一个市镇。总面积9平方公里，总人口63人（2001年），人口密度7人/平方公里。